# Gretta Taslakian
 (in arabo غريتا تسلاكيان‎?; Ghadir, 16 agosto 1985) è un'ex velocista libanese.
Detentrice di alcuni record nazionali nella velocità, è stata la prima atleta del Libano a partecipare a due e poi tre edizioni dei Giochi olimpici dal 2004 al 2012.

## Record nazionali
- 200 metri piani: 23"56 ( Il Cairo, 24 novembre 2007)
- 400 metri piani: 53"43 ( Pune, 4 luglio 2013)
- 60 metri piani (indoor): 7"63 ( Bucarest, 6 febbraio 2010)

## Palmarès
| Anno | Manifestazione                   | Sede       | Evento      | Risultato        | Prestazione | Note |
| ---- | -------------------------------- | ---------- | ----------- | ---------------- | ----------- | ---- |
| 2001 | Mondiali allievi                 | Debrecen   | 200 m piani | Batteria         | 25"94       |      |
| 2001 | Mondiali allievi                 | Debrecen   | 400 m piani | Batteria         | 59"28       |      |
| 2001 | Mondiali                         | Edmonton   | 400 m piani | Batteria         | 57"06       |      |
| 2001 | Giochi del Mediterraneo          | Tunisi     | 200 m piani | Batteria         | 25"92       |      |
| 2001 | Giochi del Mediterraneo          | Tunisi     | 400 m piani | Batteria         | 58"08       |      |
| 2002 | Mondiali juniores                | Kingston   | 400 m piani | Batteria         | 57"34       |      |
| 2002 | Giochi asiatici                  | Pusan      | 200 m piani | Batteria         | 25"47       |      |
| 2002 | Giochi asiatici                  | Pusan      | 400 m piani | Batteria         | 56"43       |      |
| 2003 | Mondiali indoor                  | Birmingham | 200 m piani | Batteria         | dq          |      |
| 2003 | Campionati arabi                 | Amman      | 200 m piani | Argento          | 24"13       |      |
| 2003 | Campionati arabi                 | Amman      | 400 m piani | Argento          | 56"16       |      |
| 2003 | Campionati asiatici              | Manila     | 200 m piani | Batteria         | 24"74       |      |
| 2004 | Mondiali indoor                  | Budapest   | 200 m piani | Batteria         | 25"80       |      |
| 2004 | Campionati asiatici juniores     | Ipoh       | 200 m piani | Argento          | 24"65       |      |
| 2004 | Mondiali juniores                | Grosseto   | 200 m piani | Batteria         | 24"52       |      |
| 2004 | Giochi olimpici                  | Atene      | 200 m piani | Batteria         | 24"30       |      |
| 2004 | Campionati arabi juniores        | Damasco    | 100 m piani | Oro              | 12"01       |      |
| 2004 | Campionati arabi juniores        | Damasco    | 200 m piani | Oro              | 24"30       |      |
| 2005 | Campionati asiatici              | Incheon    | 100 m piani | Batteria         | 12"74       |      |
| 2005 | Campionati asiatici              | Incheon    | 200 m piani | Batteria         | 25"94       |      |
| 2006 | Campionati asiatici indoor       | Pattaya    | 60 m piani  | 7ª               | 7"91        |      |
| 2006 | Giochi asiatici                  | Doha       | 100 m piani | Batteria         | 12"34       |      |
| 2006 | Giochi asiatici                  | Doha       | 200 m piani | Batteria         | 25"02       |      |
| 2007 | Campionati arabi juniores        | Amman      | 100 m piani | Argento          | 12"18       |      |
| 2007 | Campionati arabi juniores        | Amman      | 200 m piani | Argento          | 24"14       |      |
| 2007 | Campionati asiatici              | Amman      | 200 m piani | 5ª               | 24"33       |      |
| 2007 | Mondiali                         | Osaka      | 200 m piani | Batteria         | 24"35       |      |
| 2007 | Giochi asiatici indoor           | Macao      | 60 m piani  | Finale           | dns         |      |
| 2007 | Giochi panarabi                  | Il Cairo   | 100 m piani | Oro              | 12"07       |      |
| 2007 | Giochi panarabi                  | Il Cairo   | 200 m piani | Oro              | 23"56       |      |
| 2008 | Giochi olimpici                  | Pechino    | 200 m piani | Batteria         | 25"32       |      |
| 2010 | Campionati asiatici indoor       | Teheran    | 60 m piani  | Finale           | dns         |      |
| 2010 | Campionati dell'Asia occidentale | Aleppo     | 100 m piani | Oro              | 11"85       |      |
| 2010 | Campionati dell'Asia occidentale | Aleppo     | 200 m piani | Oro              | 24"01       |      |
| 2010 | Giochi asiatici                  | Canton     | 100 m piani | Semifinale       | 11"87       |      |
| 2010 | Giochi asiatici                  | Canton     | 200 m piani | 4ª               | 23"90       |      |
| 2011 | Campionati asiatici              | Kōbe       | 200 m piani | Argento          | 24"01       |      |
| 2011 | Universiadi                      | Shenzhen   | 100 m piani | Quarti di finale | 12"01       |      |
| 2011 | Universiadi                      | Shenzhen   | 200 m piani | Semifinale       | 23"98       |      |
| 2011 | Campionati arabi                 | al-'Ayn    | 100 m piani | Oro              | 11"97       |      |
| 2011 | Campionati arabi                 | al-'Ayn    | 200 m piani | Oro              | 23"98       |      |
| 2011 | Giochi panarabi                  | Doha       | 100 m piani | Argento          | 11"96       |      |
| 2011 | Giochi panarabi                  | Doha       | 200 m piani | Oro              | 24"10       |      |
| 2012 | Giochi olimpici                  | Londra     | 200 m piani | Batteria         | 24"49       |      |
| 2012 | Campionati dell'Asia occidentale | Dubai      | 200 m piani | Oro              | 24"16       |      |
| 2012 | Campionati dell'Asia occidentale | Dubai      | 400 m piani | Oro              | 54"13       |      |
| 2013 | Giochi del Mediterraneo          | Mersin     | 400 m piani | Finale           | dq          |      |
| 2013 | Campionati asiatici              | Pune       | 400 m piani | Bronzo           | 53"43       |      |
| 2013 | Mondiali                         | Mosca      | 400 m piani | Batteria         | 54"56       |      |

## Altre competizioni internazionali
2010
- Oro ai Giochi arabi universitari ( Il Cairo), 100 m piani - 11"96
- Oro ai Giochi arabi universitari ( Il Cairo), 200 m piani - 24"02